# Boletice nad Labem (stacja kolejowa)
Boletice nad Labem – stacja kolejowa w miejscowości Děčín, w kraju usteckim, w Czechach. Znajduje się na wysokości 140 m n.p.m.
Jest zarządzana przez Správę železnic. Na stacji nie ma możliwości zakupu biletów, a obsługa podróżnych odbywa się w pociągu.

## Linie kolejowe
- 073 Ústí nad Labem-Střekov - Děčín